# Jatropha clarae-hildae
Jatropha clarae-hildae är en törelväxtart som beskrevs av Francisco Javier Fernández Casas. Jatropha clarae-hildae ingår i släktet Jatropha och familjen törelväxter. Inga underarter finns listade i Catalogue of Life.